# فکت‌ست
فکت‌ست (انگلیسی: FactSet) شرکت فناوری اطلاعات آمریکایی است، که در سال ۱۹۷۸ تأسیس شد.